# Delage
Делаж (фр. Delage) — французская автомобилестроительная компания, выпускавшая представительские и гоночные автомобили. В 1935 году компания принудительно выкуплена у Деляжа фирмой Delahaye. В 1953 году прекратила существование. Луи Делаж (фр. Louis Delâge), с 1935 года живший в бедности (у него не было денег даже на дешёвый и подержанный автомобиль и он ходил пешком или ездил на велосипеде) и затворничестве, умер в забвении в декабре 1947 года в пригороде Парижа. 

7 ноября 2019 года ассоциация "Les Amis de Delage", созданная в 1956 году и владеющая брендом Delage, объявила о повторном создании компании Delage Automobiles.

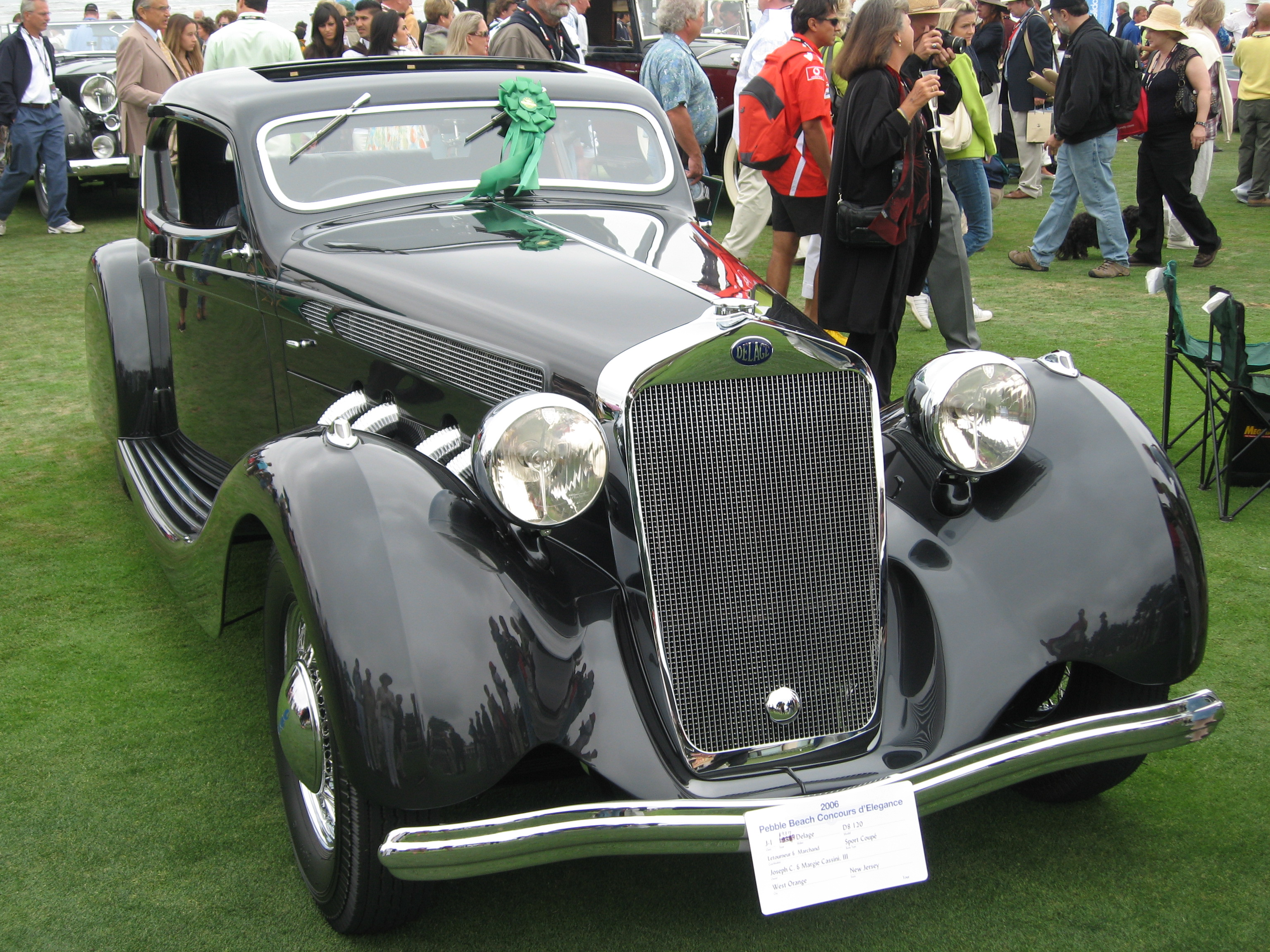
Delage D8-120

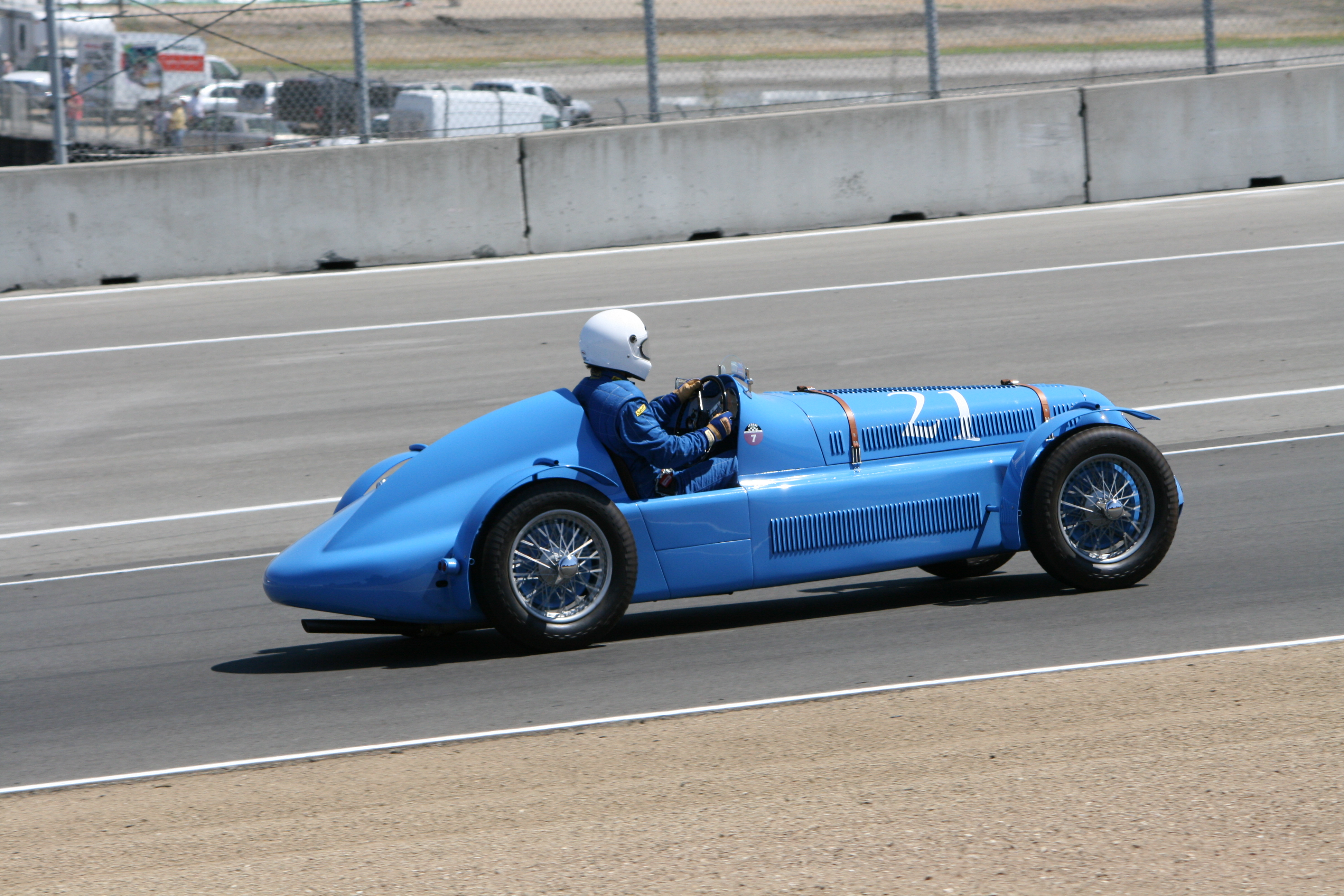
Delage D6

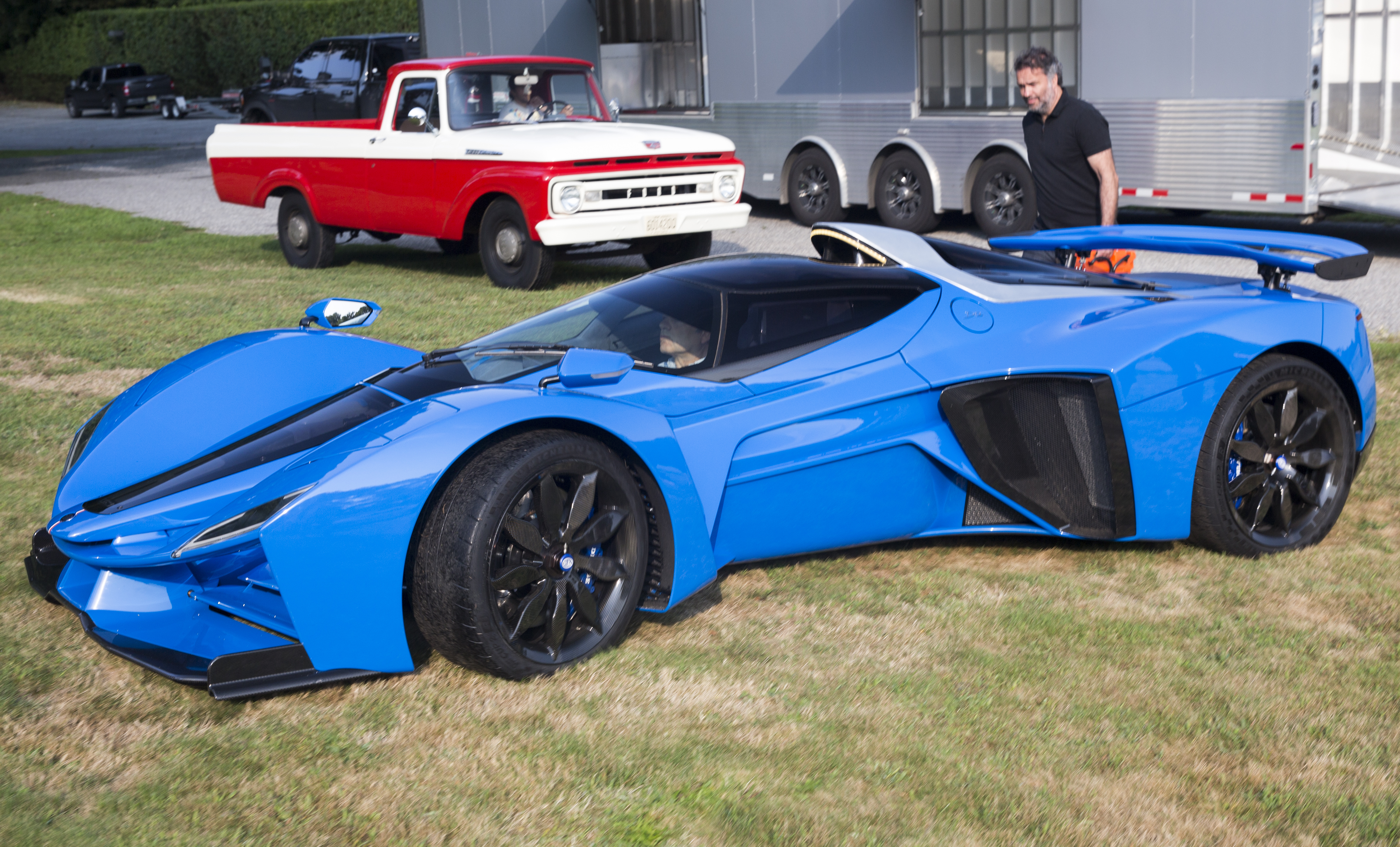
Delage D12

## Продукция
- Delage CO (1918, 6 cyl, 4524 cm³)
- Delage DI (1920, 2121 cm³)
- Delage CO2 (1921)
- Delage 2 LCV (1923, 12 cyl, 2L)
- Delage GL (5954 cm³)
- Delage DE
- Delage DH (12 cyl DH, 10,5L)
- Delage DI S
- Delage DI SS
- Delage DMS (6 cyl, 3L)
- Delage DML (6 cyl, 3L)
- Delage 15 S 8 (8 cyl, 1500 cm³)
- Delage GL (5954 cm³)
- Delage DM (6 cyl, 3174 cm³)
- Delage DR (6 cyl, 2516 cm³)
- Delage D4
- Delage D6-11 (6 cyl, 2101 cm³)
- Delage D8-15 (2768 cm³)
- Delage D6-65
- Delage D8-85
- Delage D8
- Delage D8 S (8 cyl, 4061 cm³)
- Delage D8-105
- Delage DI 12 (4 cyl)
- Delage D8 120
- Delage D6 70 (6 cyl)
- Delage D12